# اسکندر دوم مقدونی
اسکندر دوم برادر پردیکاس سوم بود که از شاهان مقدونیه بود که قبل برادر خود حکومت می کرد و از دودمان آرگید بود.